# 沙茨克區 (俄羅斯)

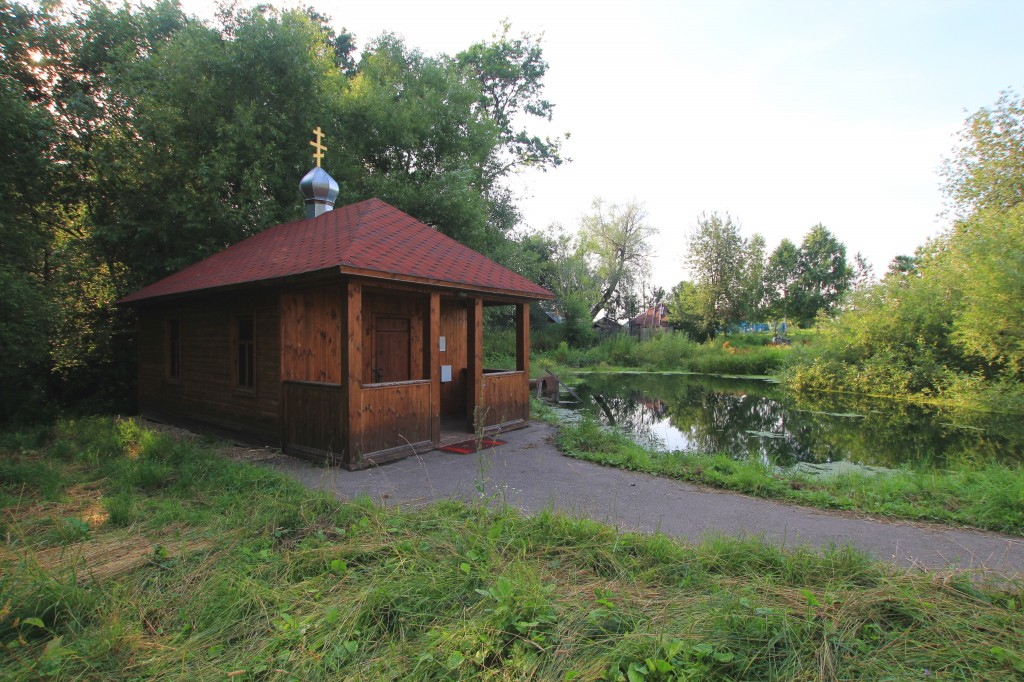

54°01′N 41°42′E / 54.017°N 41.700°E
沙茨克區（俄语：Шацкий район），是俄羅斯的一個區，位於該國西部，由梁贊州負責管轄，面積2,400平方公里，2010年該地區人口24,414，而人口密度為每平方公里10.17人。